# Gilberte Dumont
Pour les articles homonymes, voir Dumont.
Gilberte Dumont (Montignies-sur-Sambre, 6 octobre 1910 - Charleroi, 9 janvier 1989) est une peintre belge. 

## Biographie
Gilberte Désirée Zoé Marguerite Dumont, née le 6 octobre 1910, est la fille de Jules Dumont, dessinateur industriel, et d'Yvonne Fronville. Elle épouse le 25 novembre 1939 le peintre Victor Lefebvre à Pry.
Elle fait ses études artistiques à l'Université du Travail de Charleroi, jusqu'en 1935, sous la direction de Léon Van den Houten. Après une période fauviste, elle va évoluer vers une œuvre beaucoup plus poétique. Des œuvres aussi remplies de questions. Contribuant au renouveau moderniste dans la région de Charleroi, elle fonde avec Gustave Camus et d'autres artistes de la région le groupe « Art vivant au pays de Charleroi » (actif de 1933 à 1939), dissidence du Cercle Artistique et Littéraire de Charleroi.
Proche de l'hyperréalisme en vogue à son époque, elle s'en écarte par son surréalisme et son esprit poétique.
Artiste extrêmement perfectionniste et minutieuse (dans le style des primitifs flamands), il lui fallait des heures, des semaines, des mois parfois des années pour terminer un tableau, tant elle était exigeante avec elle-même.
Mûrement réfléchie, elle remettait cent fois l'œuvre sur le métier. Pour toutes ces raisons, la production artistique de Gilberte Dumont est limitée mais toujours d'une grande qualité.